# Iken (Suffolk)
Iken ist ein kleines Dorf im Marschland der englischen Grafschaft Suffolk.
Es liegt in der Nähe der Mündung des Flusses Alde in die Nordsee südöstlich von Snape und nördlich von Sudbourne und Orford.
„The Anchorage“ steht wahrscheinlich dort, wo sich die Abtei von Sankt Botolph befand, die von 654 bis 870 in einem Ort namens „Ikenhoe“ (vermutlich Iken) gestanden haben soll.